# Dariusz Matecki
Dariusz Piotr Matecki (ur. 6 lutego 1989 w Szczecinie) – polski polityk i samorządowiec, poseł na Sejm X kadencji.

## Życiorys
Jest wnukiem Stanisława, żołnierza KBW, synem Andrzeja Mateckiego, który był dzialaczem Unii Wolności oraz tajnym współpracownikiem Wojskowej Służby Wewnętrznej.
Ukończył studia prawnicze na Wydziale Prawa i Administracji Uniwersytetu Szczecińskiego (2017) oraz studia podyplomowe MBA na Wydziale Ekonomii, Finansów i Zarządzania tej uczelni (2020).
Zaangażował się w działalność polityczną w ramach Solidarnej Polski (w 2023 przemianowanej na Suwerenną Polskę). W wyborach samorządowych w 2018 uzyskał mandat radnego Szczecina. Bezskutecznie starał się o mandat poselski w wyborach parlamentarnych w 2019. W wyborach w 2023 ponownie kandydował do Sejmu z 6. miejsca na liście PiS (jako przedstawiciel Suwerennej Polski) w okręgu szczecińskim. Uzyskał mandat posła X kadencji, zdobywając 14 974 głosy. W październiku 2024, po wejściu Suwerennej Polski w skład PiS, zasiadł w komitecie wykonawczym tej partii.

## Kontrowersje

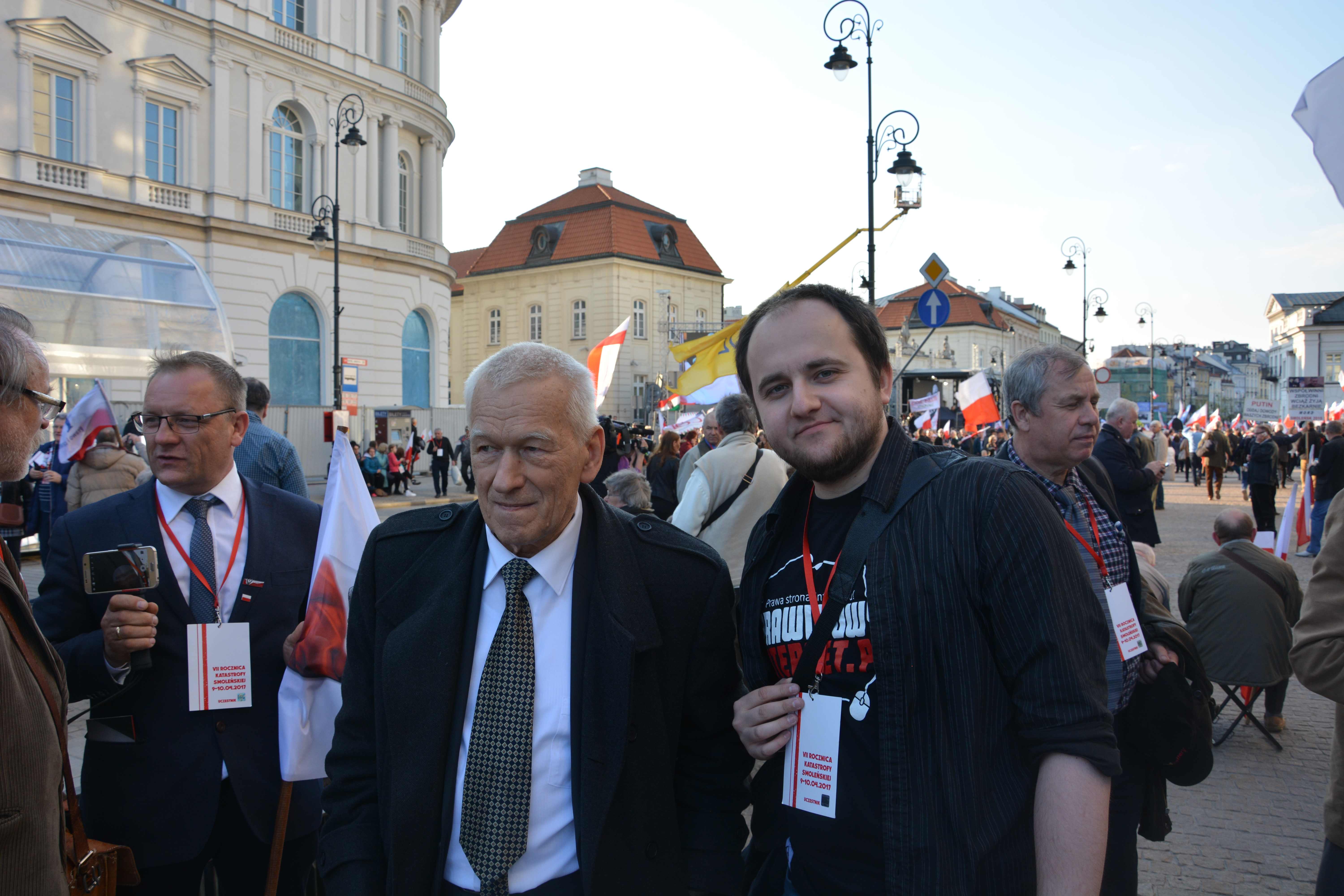
Kornel Morawiecki i Dariusz Matecki na pochodzie z okazji 7. rocznicy katastrofy smoleńskiej (10 kwietnia 2017)

W 2019 zachęcał do dezynfekowania Placu Solidarności w Szczecinie, z którego miał wyruszyć planowany Marsz Równości, z „ideologii LGBT” podczas manifestacji „w obronie rodziny”, współorganizowanej przez Młodzież Wszechpolską.
Jego wypowiedzi, m.in. w stosunku do Magdaleny Filiks i jej rodziny czy Agnieszki Holland i aktorów występujących w filmie Zielona granica oraz jego działania wielokrotnie budziły kontrowersje, zaś sam Dariusz Matecki był oskarżany o stosowanie mowy nienawiści.
27 czerwca 2024 został ukarany przez prezydium Sejmu obniżeniem uposażenia poselskiego o połowę na okres trzech miesięcy (ok. 19 tys. złotych) w związku z nieuprawnionym wejściem i przemieszczaniem się po dachu budynków sejmowych o godzinie 3:30 w dniu 13 czerwca 2024.

## Sprawy sądowe
18 października 2024 Lasy Państwowe złożyły zawiadomienie do prokuratury na Dariusza Mateckiego w związku z podejrzeniem, iż w latach 2020–2023 był fikcyjnie zatrudniony w Regionalnej Dyrekcji Lasów Państwowych w Szczecinie oraz doprowadził do wyłudzenia 320 tys. złotych ze spółek Skarbu Państwa. W związku z tą sprawą oraz z defraudacją pieniędzy z Funduszu Sprawiedliwości Sejm 6 marca 2025 wyraził zgodę na zatrzymanie i tymczasowe aresztowanie Mateckiego. Następnego dnia został zatrzymany przez ABW. 8 marca Sąd Rejonowy dla Warszawy-Mokotowa – z uwagi na uprawdopodobnienie w stopniu znacznym faktu popełnienia zarzucanych przestępstw, uzasadnioną obawę matactwa oraz groźbę wymierzenia surowej kary – zarządził dla Mateckiego tymczasowe aresztowanie na 2 miesiące. 25 kwietnia 2025 wyszedł na wolność po wpłaceniu kaucji w wysokości 500 tys. zł.
31 marca 2025 Sąd Apelacyjny w Szczecinie wydał prawomocny wyrok, w którym zobowiązał Dariusza Mateckiego do przeproszenia (na portalu wPolityce.pl) Ośrodka Monitorowania Zachowań Rasistowskich i Ksenofobicznych. 

## Wyniki wyborcze
| Wybory | Komitet wyborczy | Komitet wyborczy       | Organ                | Okręg          | Wynik        |
| ------ | ---------------- | ---------------------- | -------------------- | -------------- | ------------ |
| 2018   |                  | Prawo i Sprawiedliwość | Rada Miasta Szczecin | nr 5           | 1227 (3,91%) |
| 2019   | Sejm IX kadencji | Prawo i Sprawiedliwość | nr 41                | 7121 (1,51%)   |              |
| 2023   | Sejm X kadencji  | Prawo i Sprawiedliwość | nr 41                | 14 974 (2,70%) |              |